# Earl Marshal
Earl Marshal (eller Marschal eller Marischal, også lordmarskal) er en britisk (tidligere engelsk) adelsmand og hofmand, der arrangerer statsbegravelser og kroninger i Westminster Abbey. Han er også én af de ledende heraldikere i England og Wales, i Nordirland og i nogle lande i Commonwealth.  Tidligere har der også været en Earl Marshall of Ireland og en Earl Marischal of Scotland.

## Arveligt embede
Lordmarskallen har et arveligt sæde i det britiske overhus. 

### Lordmarskaller af England
Fra 1135 til 1386 tilhørte embedet som Lords Marshal of England skiftende adelsslægter. Jarlerne af Norfolk havde embedet i 1245–1306 og igen i 1316–1338. Hertuginden af Norfolk havde embedet i 1338–1377. 

### Earls Marshal af England
Fra 1386 til 1672 tilhørte embedet som Earl Marshal of England skiftende adelsslægter. I 1483–1485 var John Howard, (den 1. hertug Howard af Norfolk) den første mand af slægten Howard, der havde embedet.

### Slægten Howard
I 1672 blev Henry Howard (den 6. hertug Howard af Norfolk) Earl Marshal. Siden da har embedet tilhørt hertugerne af Norfolk.